# Gorjakovo
Gorjakovo – wieś w Chorwacji, w żupanii krapińsko-zagorskiej, w mieście Pregrada. W 2011 roku liczyła 344 mieszkańców.